# Vertell doch mal
Vertell doch mal ist ein plattdeutscher Schreibwettbewerb der vom NDR, Radio Bremen und dem Hamburger Ohnsorg-Theater durchgeführt wird. Das erste Mal wurde Vertell doch mal 1988 ausgetragen. Die Geschichten der Gewinner werden aktuell mit insgesamt 5400 Euro belohnt. Die besten Geschichten (22, 25, 26 bzw. 29) brachte bis 1995 der Quickborn-Verlag in Buchform heraus, anschließend – bis 2017 – der Wachholtz Verlag. Seit 2018 werden die plattdeutschen Geschichten im Husum Verlag in der Verlagsgruppe Husum veröffentlicht. 1994 bekam die Aktion den Niederdeutschen Literaturpreis der Stadt Kappeln verliehen.
Einreichen kann jeder seine bisher noch nicht veröffentlichte Kurzgeschichte zum aktuellen Thema. Der Umfang darf dabei keine 1,5 DIN-A4-Seiten (12 Pkt, 1,5 Zeilen) überschreiten.
Insgesamt wurden (Stand 2019) 44.000 Kurzgeschichten eingereicht, die in der Landesbibliothek Schleswig-Holstein archiviert werden. Die Radioprogramme des NDR und Radio Bremen senden jeweils Auszüge der Preisverleihung aus dem Hamburger Ohnsorg-Theater.

## Themen
- 1989: Wiehnachten tohuus – (Weihnachten zuhause)
- 1990: De leeven Naverslüüd – (Die lieben Nachbarsleute)
- 1991: Ferientiet – (Ferienzeit)
- 1992: Du – Mien Leefsten – (Du – Mein Liebster)
- 1993: Wat de Buur nich kennt … – (Was der Bauer nicht kennt …)
- 1994: Een goden Fründ – (Ein guter Freund)
- 1995: Bi de Arbeit – (Bei der Arbeit)
- 1996: Lege Tieden – (Schlechte Zeiten)
- 1997: Dat leve Geld – (Das liebe Geld)
- 1998: Glück hatt – (Glück gehabt)
- 1999: Besöök – (Besuch)
- 2000: Dat eerste Mal – (Das erste Mal)
- 2001: Wat den een sien Uul … – (Des einen Eule …)
- 2002: Kinner – (Kinder)
- 2003: Fieravend – (Feierabend)
- 2004: Ünnerwegens – (Unterwegs)
- 2005: Wat ’n Malöör – (Welch ein Unglück)
- 2006: De Familienfier – (Die Familienfeier)
- 2007: Bi Nacht – (Bei Nacht)
- 2008: In de School – (In der Schule)
- 2009: De schöönste Dag – (Der schönste Tag)
- 2010: Hartpuckern – (Herzklopfen)
- 2011: Wat för de Kinner! − (Etwas für die Kinder!)
- 2012: Öllern – (Eltern)
- 2013: Töven – (Warten)
- 2014: Spelen – (Spielen)
- 2015: Op de Straat – (Auf der Straße)
- 2016: Keen Tiet – (Keine Zeit)
- 2017: Löppt!? – (Läuft!?)
- 2018: Wat för'n Dag – (Was für ein Tag)[3]
- 2019: As'n Droom – (Wie ein Traum)[4]
- 2020: Fief vör twölf – (Fünf vor Zwölf)
- 2021: Allens anners – (Alles anders)[5]
- 2022: Op dat Leven! – (Auf das Leben!)[6]
- 2023: Tohuus – (Zuhause)[7]
- 2024: Ünner de Sünn – (Unter der Sonne)[8]
- 2025: Mit'nanner – (Miteinander)[9]
- 2026: Kuddelmuddel! – (Durcheinander!)[10]